# تاکاشینا نو ایشی
تاکاشینا نو ایشی (به ژاپنی: 高階 栄子（たかしな の えいし / よしこ)، تانگو نو تسوبونه؛ تولد ۱۱۵۱ – مرگ ۱۳ ژانویه ۱۲۱۶، یک زن در اواخر دوره هی‌آن در اوایل دوره کاماکورا بود. مادر او واکاسا نو تسوبونه（若狭局）ندیمهٔ تایرا نو شیگه‌کو دختر تایرا نو ماساموری، خواهر تایرا نو توکیکو، همسر تایرا نو کیوموری و همچنین مادر امپراتور تاکاکورا بود. نخستین همسر او تایرا نو ناریفوسا (مرگ ۱۱۸۰) نام داشت.

## زندگی
او همسر تایرا نو ناریفوسا، که از دستیاران نزدیک امپراتور گوشیراکوا بود، شد. در این مدت، او چندین فرزند به دنیا آورد، از جمله نوریناری یاماشینا (فرزندخوانده فوجیوارا جیتسونوری) که گون چوناگون شد. با این حال، هنگامی که در کودتای سیاسی سال سوم جیشو، گوشیراکاوا، امپراتور صومعه‌دار، توسط تایرا نو کیوموری در توبا-دونو زندانی شد، ناریفوسا، که از نزدیکان امپراتور صومعه‌دار بود، نیز برکنار و به ولایت ایزو تبعید شد. ه دلیل اینکه ناریفوسا سعی کرد فرار کند، تایرا نو کیوموری از او عصبانی شد، دستگیر شد و در فوکوهارا-کیو اعدام شد.
پس از مرگ ناریفوسا، تانگو نو تسوبونه به عنوان یک خدمتکار نزدیک امپراتور گوشیراکاوا، که در توبا-دونو زندانی بود، خدمت کرد. ظاهراً او به‌طور طبیعی زیبا بود و به سرعت مورد لطف و توجه گوشیراکاوا قرار گرفت. در اکتبر ۱۱۸۱، او ششمین دختر امپراتور گوشیراکاوا شاهدخت کینشنای (کوشیکو)، دختر امپراتور صومعه دار را به دنیا آورد. با توجه به مرگ تایرا نو کیوموری در فوریه کبیسه همان سال، تانگو نو تسوبونه به شخصیت برجسته ای تبدیل شد که مورد لطف و اعتماد گوشیراکاوا قرار گرفت و شروع به مداخله در سیاست کرد. در گیوکویو، فوجیوارا نو کانه‌زانه، وزیر راست، به تانگو نو تسوبورو اشاره می‌کند و می‌گوید: «سیاست این روزها فقط تحت تأثیر لب‌های قرمز او است» اشراف دربار امپراتوری حتی او را با یانگ گویفی مقایسه می‌کردند.